# Emanuela Brizio
Emanuela Brizio (Verbania, 10 settembre 1968) è una fondista di corsa in montagna italiana.

## Palmarès
- Campionessa del mondo Buff Skyrunner World Series 2009, 2010

### Altri titoli
- 1ª Climbathon Malesia 2009
- 1ª Vallnord SkyRace 2009
- 1ª Trofeo Kima 2008, 2010
- 1ª Zegama-Aizkorri mendi maratoia 2004, 2009
- 1ª Sentiero 4 Luglio SkyMarathon 2004, 2005, 2009, 2011, 2012, 2014, 2015
- 1ª Mezzalama Skyrace 2003